# Los Titanes
 (juillet 2022).
Si vous disposez d'ouvrages ou d'articles de référence ou si vous connaissez des sites web de qualité traitant du thème abordé ici, merci de compléter l'article en donnant les références utiles à sa vérifiabilité et en les liant à la section « Notes et références ».
Los Titanes est un groupe de salsa colombien fondé en 1976 par le musicien, chanteur et producteur de musique Alberto Barros, plus tard créateur des concepts Tributo a la Salsa et Cumbia Colombiana dans les années 2000-2010.

## Historique
Le groupe a été créé à Barranquilla en 1976 par le producteur musical, arrangeur, compositeur et tromboniste Alberto Antonio Barros Caraballo.
Son premier single avait pour titre Una palomita, une composition de Ley Martin, chantée par le premier chanteur du groupe, Saulo Sánchez. 
Ils ont fait leurs débuts au Carnaval de Barranquilla en 1982 où ils ont remporté le Congo de Oro au festival organisé chaque année dans la ville. 
Levanta el cuero, Por retenerte, Sobredosis, En trance, Mi amante niña mi compañera, Eres mi razón de ser et Compárame, chantés par Óscar Quezada ; Pensándote, Apriétala, No me vuelvo a enamorar, Tú la pagarás, Por retenerte, Sobredosis, Compárame comptent parmi leur succès.

## Discographie
- 1981 : Los Titanes y Sus Invitados
- 1982 : Los Titanes
- 1985 : Llegaron los Titanes
- 1986 : Furor Bailable
- 1988 : Apriétala
- 1989 : Sobredosis de Amor y Salsa
- 1990 : Amor y Salsa
- 1991 : Tentación
- 1993 : En Su Salsa
- 1993 : Bastó Una Mirada
- 1994 : 6a. Avenida
- 1995 : El Titán de la Salsa
- 1995 : Grandes Éxitos de Salsa
- 1996 : Rompiendo Esquemas
- 1998 : Salsa al Máximo Voltaje
- 1999 : Tributo a Héctor Lavoe La Voz
- 2001 : Salsa Magic
- 2001 : Tremenda Salsa
- 2003 : Salsa Super Power
- 2003 : Heavy Salsa
- 2008 : Mano a Mano
- 2010 : Tributo a la Salsa Colombiana Vol. 3
- 2011 : Esencial de Tributo a la Salsa Colombiana
- 2012 : Tributo a la Salsa Colombiana Vol. 4
- 2013 : Tributo a la Salsa Colombiana Vol. 5